# Stavelot
Stavelot es una comuna de la región de Valonia, en la provincia de Lieja, Bélgica. A 1 de enero de 2019 tenía una población estimada de 7169 habitantes. Fue el lugar de inicio del Tour de Valonia 2018.

## Geografía
Se encuentra ubicada al sureste del país, en el macizo de las Ardenas, y esta bañada por el río Amblève

### Secciones del municipio
El municipio comprende los antiguos municipios, que se fusionaron en 1977:
| - Stavelot - Francorchamps |

### Pueblos y aldeas del municipio
Amermont, Baronheid, Beaumont, Challes, Cheneux, Coo, Francheville, Hockai, Houvegnez, La Vaulx-Richard, Lodomez, Masta, Neuville, Parfondruy, Rivage, Somagne, Villers, Wavreumont, Ster (Francorchamps) y Ster (Stavelot).

## Historia
En el 651 se fundó la Abadía imperial de Stavelot, destruida en gran parte por las tropas francesas el 4 de octubre de 1689.

## Demografía

### Evolución
Todos los datos históricos relativos al actual municipio, el siguiente gráfico refleja su evolución demográfica, incluyendo municipios después de efectuada la fusión el 1 de enero de 1977.
| Gráfica de evolución demográfica de Stavelot entre 1846 y 2019 |
|                                                                |